# كيرا الصباح
كيرا الصباح (24 فبراير 1991 - ) ممثلة مصرية. وعارضة للازياء حصلت على لقب ملكة جمال مصر لعام 2016.

## أعمالها
- الحرير المخملي (2021)
- الأب الروحي (2017)
- كامب 2
- قمر هادي (2019)
- أخلاق العبيد
- حماتي بنحبني (2014)